# Michael Schumacher
Michael Schumacher (pronúncia alemã: ˈmɪçaʔeːl ˈʃuːmaχɐⓘ; (Hürth, 3 de janeiro de 1969) é um ex-automobilista alemão, sete vezes campeão da Fórmula 1 e detentor de inúmeros recordes, incluindo voltas mais rápidas e maior número de campeonatos (ao lado de Lewis Hamilton). Em 2002 tornou-se o único piloto na história da F1 a terminar entre os três primeiros em todas as corridas em um mesmo campeonato. É amplamente considerado por muitos especialistas um dos maiores pilotos de todos os tempos da Fórmula 1.
Após três temporadas afastado da categoria que o consagrou, Schumacher retornou defendendo a Mercedes na temporada de 2010. Em 2025, a Fórmula 1, em homenagem aos seus 75 anos, elegeu Schumacher entre os 20 maiores pilotos de sua própria história.
Fora das pistas, Schumacher foi embaixador da UNESCO e orador para a segurança do motorista. Esteve envolvido em inúmeros esforços humanitários ao longo de sua vida e doou dezenas de milhões de dólares para a caridade. Michael e seu irmão Ralf Schumacher são os únicos irmãos a vencer corridas na Fórmula 1, e eles foram os primeiros irmãos 1° e 2° lugar na mesma corrida, em Montreal em 2001 e novamente em 2003.

## Carreira

### O início
Com apenas quatro anos, Schumacher ganhou seu primeiro kart, na pequena cidade de Kerpen, na Alemanha, onde seu pai administrava o kartódromo da cidade e onde o piloto começou a carreira. Apesar de sonhar em ser jogador de futebol, começou a competir com quatorze anos, iniciando sua carreira profissional aos vinte e dois anos. Venceu o campeonato júnior alemão em 1984 e o júnior europeu em 1987.

### Fórmulas König, Ford e F3
Em 1987, Schumacher iniciou sua carreira em monopostos na Fórmula König. Nesta época, recebia investimento de dezesseis mil marcos alemães por corrida, de Jürgen Dilk. Acabou campeão da categoria. Em 1988, disputou a Fórmula Ford e foi vice-campeão. Passou para a Fórmula 3, tendo Willi Weber como seu novo empresário. Em 1989, terminou em terceiro no campeonato, e no ano seguinte conquista seu segundo título de categorias "de base".

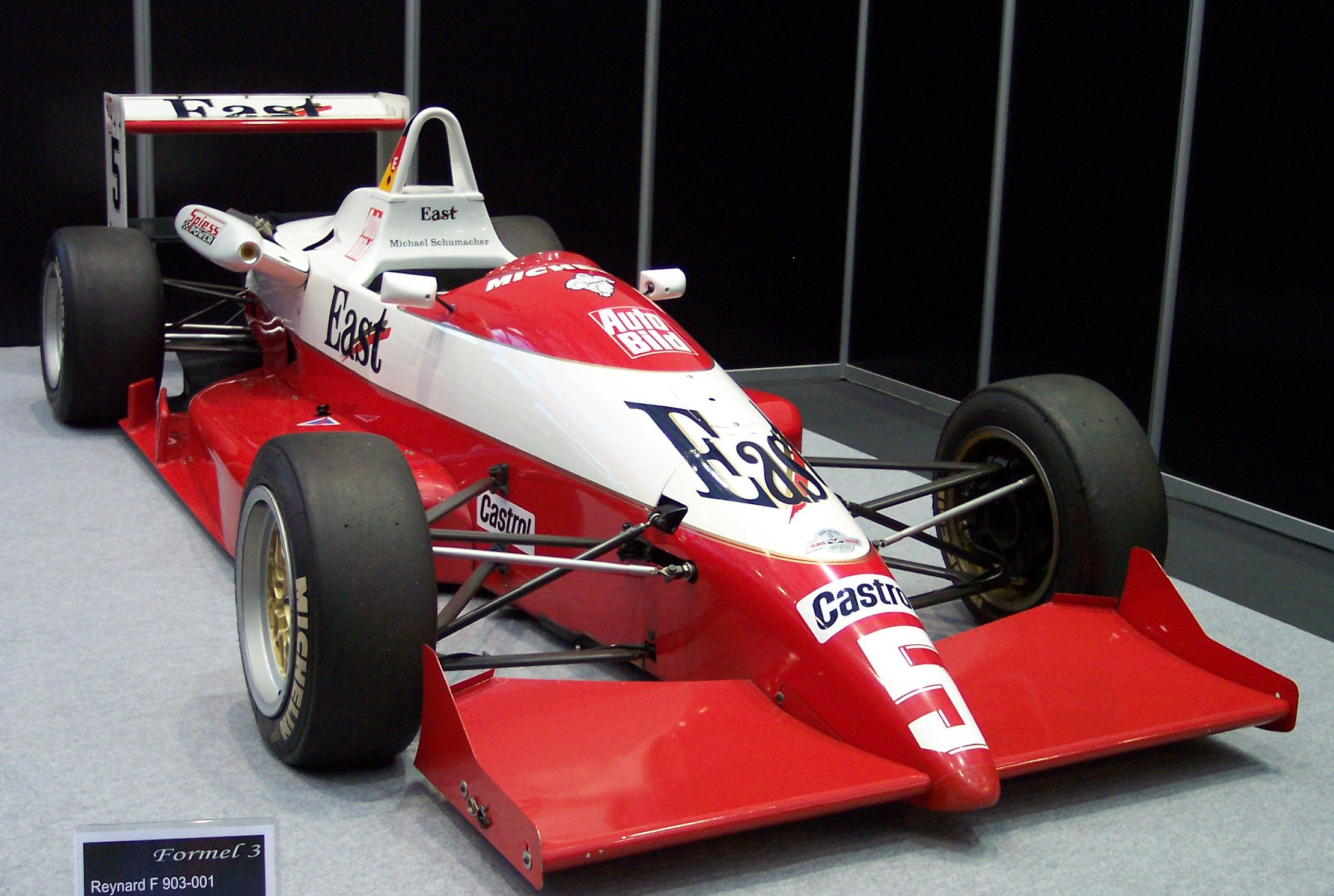
Carro de Schumacher na Fórmula 3 em 1990

### Fórmula de protótipos e DTM
Após anos de competições, em 1990, Michael foi escolhido em um programa de formação de jovens pilotos promissores financiado pela Mercedes-Benz. Teve como companheiros o alemão Heinz-Harald Frentzen e o austríaco Karl Wendlinger. Terminou o campeonato em quinto.
No final do ano, para aprimorar seu ritmo de corrida, a montadora decidiu dar-lhe um carro para o encerramento da temporada do DTM, em Hockenheim. Carro oficial, de fábrica, número 65. Mercedes-Benz 190 E 2.5/16 Evo 2, vencedor de cinco corridas no ano. Mesmo com o equipamento competitivo, Schumacher conseguiu só o 15º tempo nos treinos, quase 5s atrás do pole, Jelinski, da Audi.
A corrida do jovem piloto durou apenas uma curva, mas uma curva que mudou a história daquela temporada. Michael bateu na traseira do BMW de Johnny Cecotto, líder do campeonato, que brigava pelo título com Hans Von Stuck. Com o abandono do venezuelano, Stuck venceu as duas provas, ficando com a taça. Schumacher, com o carro destruído, sequer pôde correr na segunda bateria. E o autódromo, lotado, sequer imaginava que aquele novato atrapalhado seria aclamado anos depois.
Schumacher seguiu com a Mercedes em 1991. Disputou novamente o Mundial de Protótipos, vencendo uma corrida em Autópolis, no Japão. No meio do ano, mais uma oportunidade para correr no DTM. Seria no veloz circuito de rua de Norisring. Schumacher teve uma vez mais um carro oficial de fábrica, da equipe Zakspeed, com o francês Fabien Giroix e o alemão Roland Asch como companheiros. Asch fez a pole e largou na frente na primeira bateria. Schumacher foi apenas 19º no grid, terminando a corrida em 24º — a vitória foi do dinamarquês Kurt Thiim, da Mercedes. Com problemas mecânicos, Michael pouco correu na segunda prova do dia 30 de junho de 1991.
Um mês depois, na pista montada no aeroporto de Diepholz, Schumacher voltou a ocupar um Mercedes no Alemão de Turismo. Da mesma equipe Zakspeed, carro número 20. Nos treinos, a mísera 21ª colocação. Pole-position para Jacques Laffite, também da Mercedes. E abandono para Schumy, logo no começo. Na segunda bateria, largando novamente em 21º, uma atuação discreta até o 14ª lugar, posição final.
Os companheiros de Schumacher, Wendlinger e Frentzen, ingressaram na Fórmula 1 por intermédio da Sauber Mercedes, mas a estreia de Schumy seria antecipada.

### Participação na Fórmula 3000 Japonesa
Jochen Neerpash permitiu que Schumacher participasse, no verão no hemisfério norte de 1991, da Fórmula 3000 japonesa, a assim chamada Fórmula Nippon, pela Scuderia Suntory Team Le Mans, em um Ralt RT23 - Mugen MF308. Em Sugo, Schumacher fez uma boa corrida, chegando em segundo lugar, atrás do norte americano Ross Cheever.

### Fórmula 1

#### A Era Benetton
Em 1991 o piloto belga Bertrand Gachot foi preso por envolvimento em um acidente de trânsito. A Mercedes Benz viu uma oportunidade e pagou 300 mil dólares à Jordan pela vaga que Schumacher assumiria no Grande Prêmio da Bélgica. Schumacher foi convidado a disputar a prova e em apenas uma corrida chamou a atenção de Flávio Briatore ao conquistar a sétima posição na classificação. Na largada, ele pula para a 4ª posição, mas um problema na embreagem fez com que o jovem alemão de 22 anos abandonasse a prova de forma prematura, mas o recado foi o suficiente. Briatore despediu o piloto brasileiro Roberto Pupo Moreno e contratou Schumacher, formando dupla com o tricampeão Nelson Piquet na Benetton a partir do Grande Prêmio da Itália e logo de cara, o alemão termina em 5º lugar e os primeiros 2 pontos na carreira.

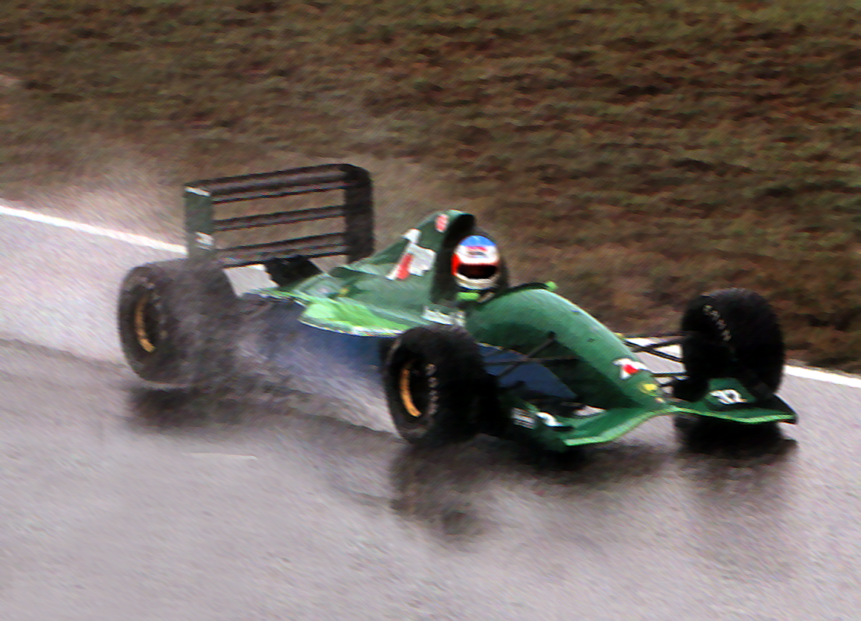
Schumacher testando um Jordan 191

Na temporada de 1992, o alemão vence o GP da Bélgica, local que estreou na Fórmula 1 há um ano. É a sua primeira vitória na categoria e com o 2º lugar (6 pontos) no GP da Austrália, Schumacher finaliza o campeonato em 3º lugar e supera Ayrton Senna (abandonou a prova numa colisão com Nigel Mansell) por 3 pontos.
Com apenas a vitória no GP de Portugal, Schumacher termina a temporada de 1993 em 4º com 52 pontos.
Em 1994, conquistou seu primeiro título mundial por apenas um ponto, após diversas polêmicas envolvendo as equipes Williams e Benetton, culminando no Grande Prêmio da Austrália, onde colidiu seu carro contra o de Damon Hill, numa controversa manobra. Neste mesmo ano, Schumacher havia sido banido por duas corridas. A FIA, no entanto, foi acusada pela equipe Benetton de favorecer a Williams, tentando tornar a temporada mais competitiva. Ainda assim, é campeão pela primeira vez e a equipe Benetton consegue também estrear um piloto campeão, apesar de falhar com o título de construtores.
Mas a suspeita de irregularidades em várias equipes relativas a presença de ajuda eletrônica foi indicada após investigação envolvendo Ferrari, McLaren e Benetton. Nos treinos para o GP do Pacífico, em Aida, a Ferrari admitiu ter usado controle de tração em seus dois carros, mas se retratou garantindo que não mais usaria o dispositivo eletrônico. Não houve punição por parte da FIA. Em Ímola (corrida que vitimou Ayrton Senna), a FIA encontrou softwares ilegais nos carros da Benetton e McLaren que inicialmente haviam se negado a entregar os seus códigos fonte. No entanto, beneficiando-se de uma brecha no regulamento — que dizia que os dispositivos jamais poderiam ser usados durante os GPs, mas não especificava sobre a possibilidade de existência dos mesmos —, a Benetton não pôde ser formalmente acusada, pois não houve provas de que esses mecanismos (Launch Control- Controle de Tração) tenham sido usados nos eventos oficiais. Já a McLaren, apesar de constatado o uso de um software ilegal durante o GP de San Marino não foi condenada pois a FIA considerou que a equipe acreditava que o dispositivo não era ilegal. Uma posterior investigação estava por ser iniciada quando a FIA descobriu que o técnico contratado tinha vínculos com a Benetton.
A única infração comprovada foi a respeito da bomba de gasolina: no GP da Alemanha, o carro de Jos Verstappen (companheiro de Schumacher na Benetton) foi incendiado: segundo a investigação da FIA, a remoção do filtro de segurança aumentava a fluência da gasolina para mais de 13 litros por segundo, ganhando 1 segundo em média por parada—suspeita-se que a Benetton e Schumacher obtiveram vantagens através deste artifício naquele ano em corridas anteriores ao GP da Alemanha, inclusive o GP do Brasil, quando superou Senna nos boxes. Na audiência da World Motor Sport Council, que julgou a questão da ausência do filtro de combustível foi elucidado, entre outras questões, que o time Benetton recebeu uma carta enviada pelo fabricante (Intertechnique) da bomba de combustível instruindo a remover o filtro de combustível. A Benetton ainda afirmou que Charlie Whiting, chefe do departamento técnico da Fórmula 1, havia autorizado a retirada do filtro de combustível, apesar de não ter sido apresentada nenhuma autorização por escrito pela equipe. Também concluiu-se que outras quatro equipes, cujos nomes não foram citados, estavam operando sem o filtro de combustível. A FIA decidiu não punir a Benetton e as demais equipes envolvidas desde que o filtro não fosse mais removido.

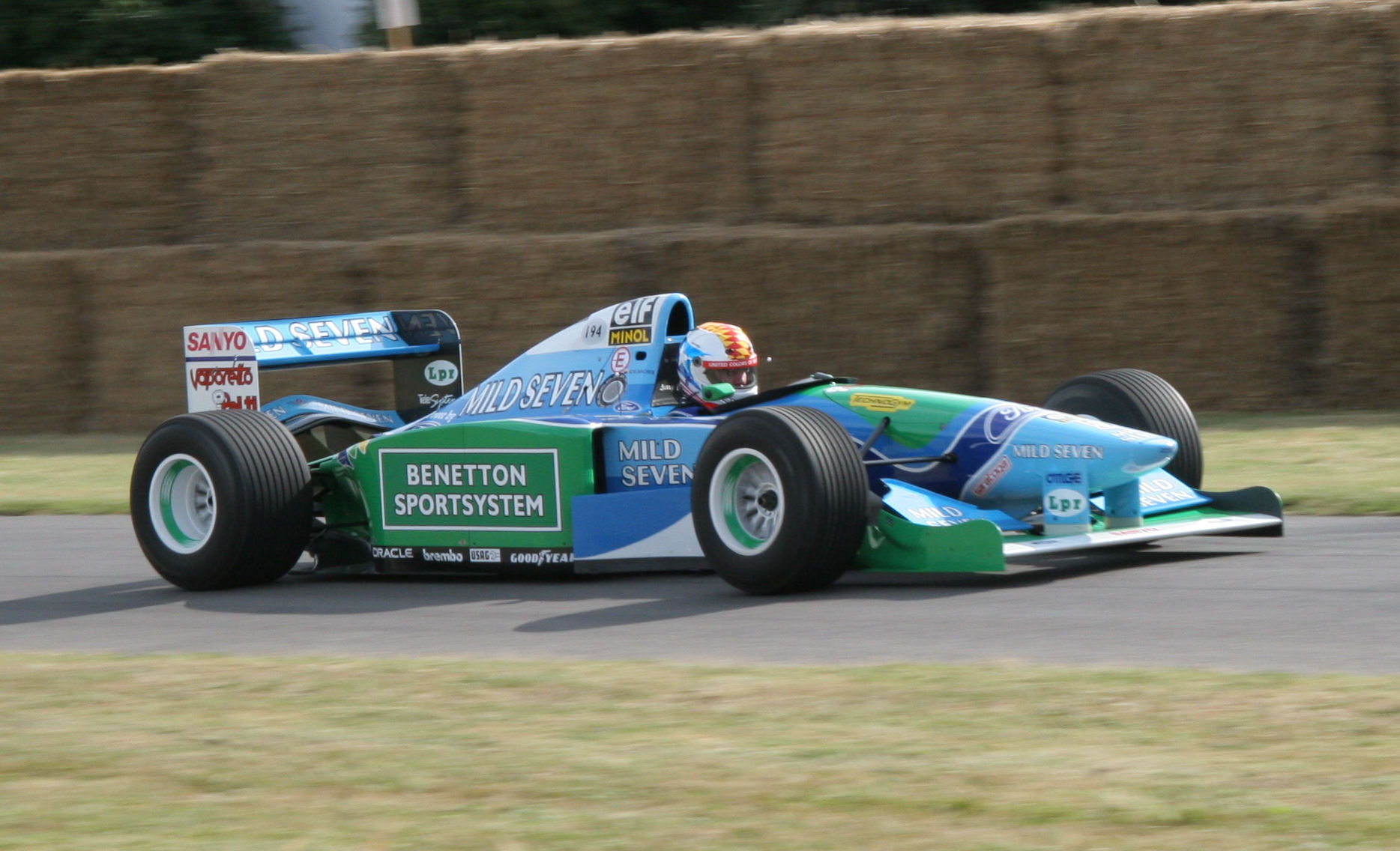
Benetton-Ford B194, carro que consagrou Michael Schumacher campeão mundial de F1 pela primeira vez na carreira

Ainda houve outras punições impostas a Schumacher nesta temporada. No GP da Grã-Bretanha, casa de seu adversário, foi punido com um "stop & go" de 5 segundos por ultrapassagem em volta de apresentação. Schumacher daria 7 voltas na pista sem entrar nos boxes, o que motivou sua posterior desclassificação. Mesmo assim, Schumacher não abandonou o GP, cumprindo o stop & go nas voltas finais: a ideia de Flavio Briatore era que Schumacher, com tal punição, conseguisse o segundo lugar, mas o piloto perderia os pontos.
Esta decisão sofreu apelação pela equipe Benetton e foi anulada ainda durante a corrida, mas, apesar de anulada, acarretou nova punição inédita: banimento por duas corridas devido a desrespeito à bandeira preta. Um fato que coincidiria com as suspeitas dos dispositivos eletrônicos foi que a Benetton decidiu usar o carro reserva em ambas as etapas.
Nova polêmica foi no GP da Bélgica: uma surpreendente punição com desclassificação por possuir o assoalho do carro com desgaste um milímetro superior à margem de tolerância permitida no regulamento. A Benetton alegou que uma rodada de Schumacher e subsequente passagem em caixa de britas durante a corrida teria alterado a medida. A FIA não aceitou as explicações e manteve a punição.
Apesar das várias punições polêmicas e da guerra entre Benetton e FIA, pela primeira vez na história um piloto alemão foi consagrado campeão da Formula 1, e surpreendentemente com os motores Ford Zetec (algo que parecia impossível desde 1982 e que continua a ser nas temporadas atuais).
Em 1995, o piloto continua na equipe Benetton, agora equipada com motores Renault mais potentes do que no ano anterior, e sagra-se bicampeão mundial com relativa facilidade, mesmo que o carro tenha tido alguns problemas de estabilidade durante a temporada. Este ano foi marcado pela espetacular vitória no GP da Bélgica, em que largara na 16ª posição. Sua equipe torna-se campeã de construtores.

#### A era Ferrari

##### 1996 a 1999
Em 1996 o alemão transfere-se para a Ferrari, com a meta de quebrar o jejum da tradicional equipe: nenhum piloto havia sido campeão pilotando uma Ferrari nos quinze anos anteriores: depois do título de 1979, os melhores resultados foram os vice-campeonatos de 1982,1985 e 1990.  Entre os construtores, a equipe não terminava em primeiro desde 1983. Porém, a equipe vinha em franca ascensão: depois de passar três anos (entre 1991 e 1993) sem vencer uma corrida, a Ferrari, que havia contratado Jean Todt, foi a única marca fora Benetton e Williams a vencer GPs em 1994 e 1995.

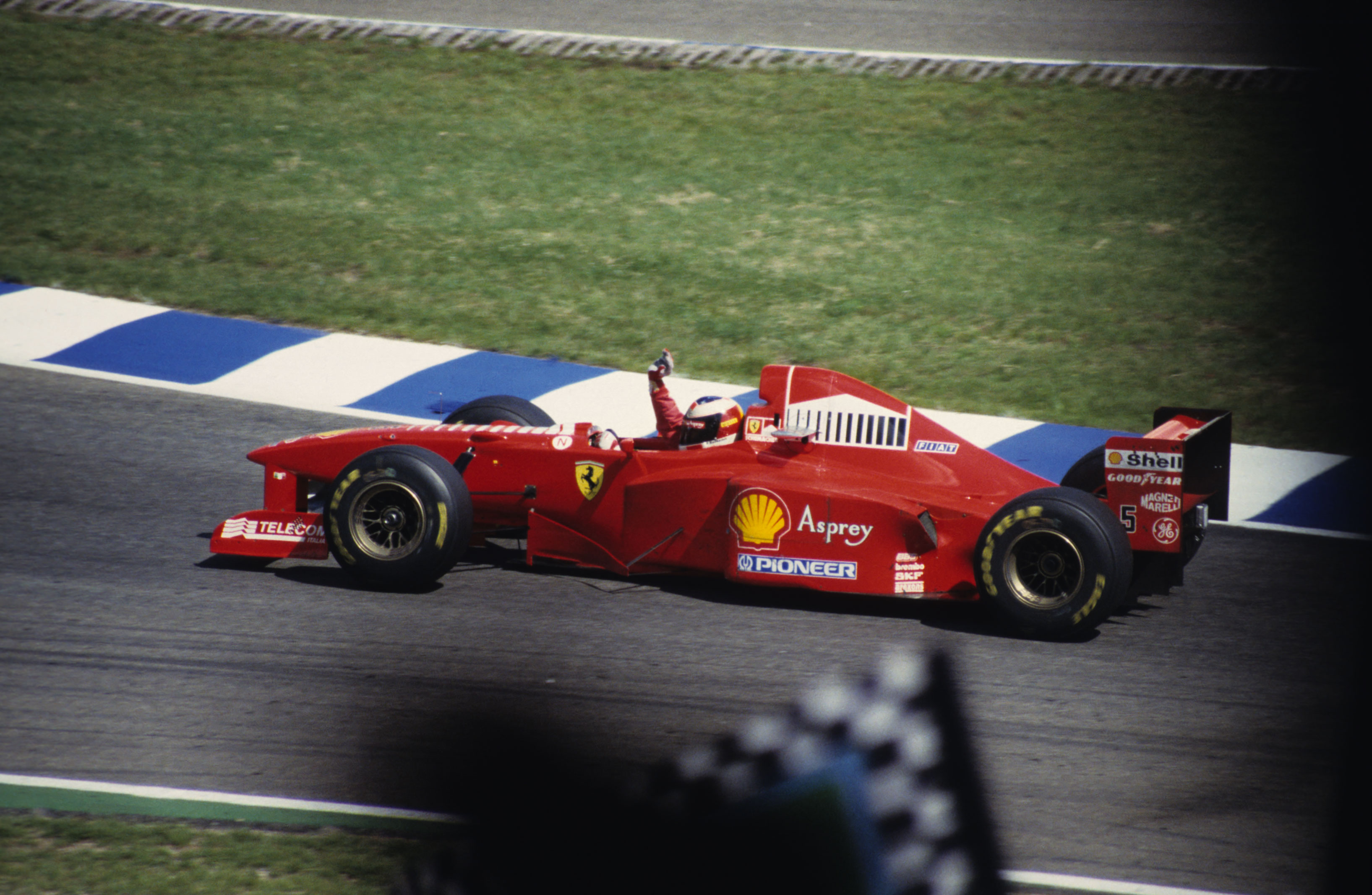
Schumacher celebrando o segundo lugar no em 1997

Schumacher levou toda sua equipe técnica da Benetton (liderados pelo estrategista Ross Brawn). Em sua primeira corrida pela equipe italiana (Austrália), largou em quarto (atrás de seu companheiro, Eddie Irvine) e abandonou após trinta e duas voltas, devido a problemas em seus freios. Na corrida seguinte (Brasil), voltou a largar em quarto e, após um duelo com Rubens Barrichello, conquistou seu primeiro pódio pela Ferrari, ao completar a prova de Interlagos em terceiro. Na terceira etapa (Argentina), largou na primeira fila (segundo, ao lado de Damon Hill, o pole), mas não completou a prova devido a um problema no aerofólio traseiro. Na quarta etapa (Europa), largou em terceiro e chegou em segundo, colocação final que repetiu na etapa seguinte (San Marino, onde conquistou sua primeira pole pela Ferrari).
Em Mônaco, cravou nova pole-position, mas bateu ainda na primeira volta (nesta prova, apenas quatro carros chegaram ao fim, e o vencedor foi o francês Olivier Panis, com um Ligier). Finalmente, na sétima etapa (Espanha), em 2 de junho de 1996, o alemão conquistou sua primeira vitória pela Ferrari, após largar em terceiro e dar um show de pilotagem debaixo de forte chuva. No restante da temporada, Michael conseguiu mais duas vitórias (Bélgica e Itália), somando, ao final da temporada, 59 pontos e finalizando o certame na terceira colocação, atrás somente dos pilotos da Williams, Damon Hill (campeão, 97 pontos) e Jacques Villeneuve (vice-campeão, 78 pontos).

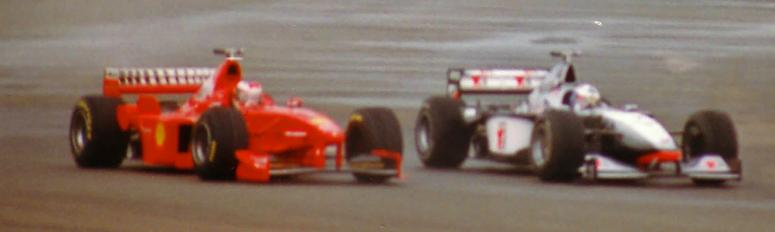
Schumacher contra David Coulthard no em 1998

O campeonato de 1997 foi problemático para Schumacher que enfrentou forte concorrência da Williams. Na última corrida do ano, ele jogou seu carro contra o de Jacques Villeneuve, tentando tirar seu rival da competição, mas falhou e perdeu a corrida. A FIA classificou a manobra do alemão como atitude antidesportiva e retirou-lhe o vice-campeonato (mas os pontos conquistados na temporada foram mantidos). No final, Villeneuve ficou com o título.
Schumacher foi vice-campeão em 1998 e viu o piloto finlandês Mika Hakkinen, da McLaren, sagrar-se campeão mundial de Fórmula 1 pela primeira vez. A temporada, no entanto, foi disputada até a última etapa, e poderia ter dado o tricampeonato para Schumacher se David Coulthard, na Bélgica, não houvesse atirado com o alemão para fora da prova quando estava a ser ultrapassado, num grande prêmio disputado sobre um enorme dilúvio. Anos mais tarde, em 2003, após acidente semelhante envolvendo Fernando Alonso e David Coulthard, desta vez como vítima, o piloto escocês insinuou que causara o acidente de Spa intencionalmente, dando assim o título de pilotos ao companheiro de equipe.
Em 1999, o piloto acidentou-se durante a primeira volta após a primeira largada do GP da Grã-Bretanha, quando as rodas dianteiras travaram, impedindo o controle do carro que bateu violentamente no muro protegido por pneus. Schumacher fraturou a perna direita e ficou de fora de sete corridas, tendo perdido de forma irremediável o campeonato. Nessas sete corridas foi substituído pelo finlandês Mika Salo. Outro finlandês, Mika Hakkinen, sagrou-se bicampeão. O companheiro de Schumacher, o piloto norte-irlandês Eddie Irvine foi vice-campeão. Contudo Schumacher regressou a tempo das duas últimas corridas e ajudou a Ferrari a sagrar-se campeã de construtores após dezesseis anos sem títulos.

##### 2000 a 2004

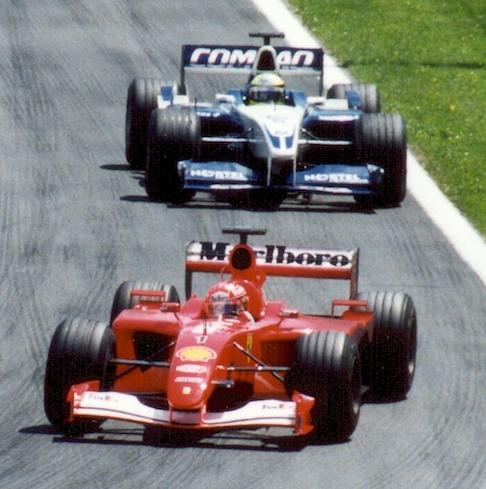
Schumacher na Ferrari em 2001, à frente de seu irmão, Ralf, no GP do Canadá de 2001

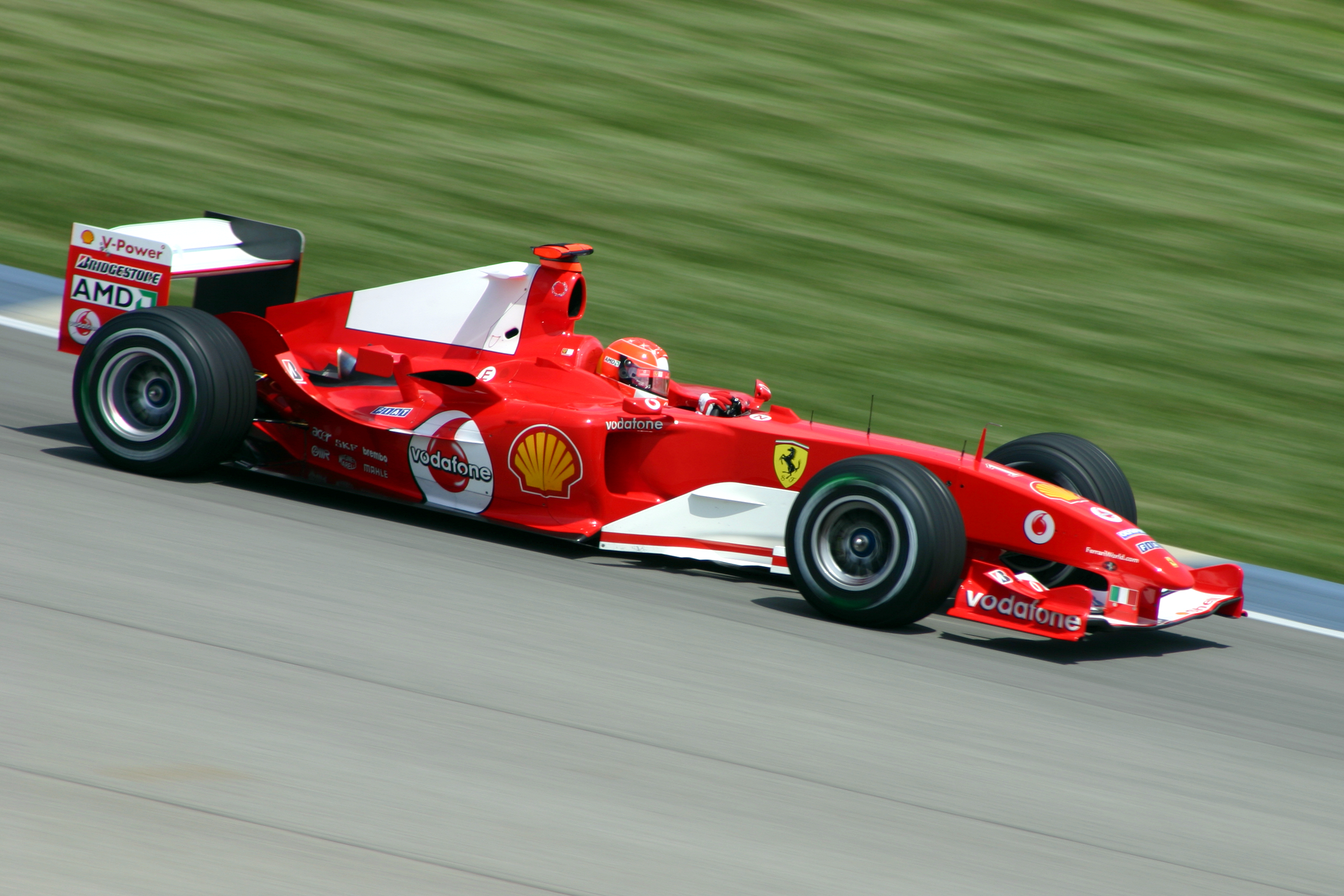
Schumacher em Indianápolis, 2004, durante o

Entre os anos de 2000 e 2004 ganhou cinco títulos consecutivamente, feito nunca obtido antes, nem mesmo por Juan Manuel Fangio. E de 1999 a 2004, sua equipe conquistou seis títulos consecutivos de construtores, um feito também inédito, graças em grande parte aos esforços de Michael Schumacher e sua equipe, Ross Brawn, Aldo Costa, Jean Todt, Rory Byrne, Rubens Barrichello e vários outros.
Nesse período, de 2002 a 2004, Schumacher ganha os campeonatos, conquistando diversos recordes, muitos deles inéditos. Em 2002, houve uma polêmica corrida da Áustria, em que a Ferrari obrigou Rubens Barrichello, seu então companheiro de equipe, a entregar a vitória a Schumacher. Rubinho o fez após a última curva, antes da linha de chegada. Apesar de ter sido feito por diversas vezes na história da categoria, o jogo de equipe, neste caso provocou uma intensa vaia no pódio, justificados pelo campeonato ainda em seu início e pela proximidade com a bandeirada final, fato que se fez sentir ainda mais quando Schumacher, envergonhado, trocou de lugar no pódio com Barrichello. Em 2003 ele ganhou o campeonato na última corrida do ano por apenas dois pontos, tendo tido grandes dificuldades contra a nova geração de pilotos que estava surgindo na F1: Kimi Raikkonen, Juan Pablo Montoya e Fernando Alonso.

##### 2005 e 2006

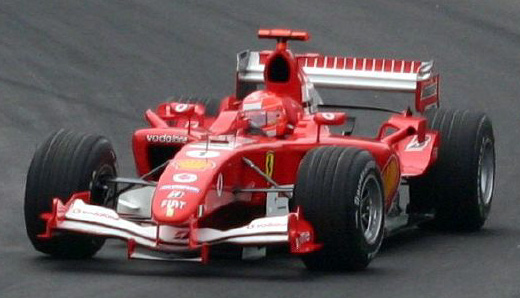
Schumacher no em 2005

Em 2005 Schumacher vence uma corrida, o Grande Prêmio dos Estados Unidos, disputado por apenas seis carros, após todos os carros equipados com pneus Michelin terem abandonado a corrida já que seus pneus não ofereciam garantias de segurança na curva que antecede a reta da meta. Com um carro problemático, em função da nova regra de pneus, termina a temporada na terceira colocação, atrás do espanhol Fernando Alonso (campeão) e do finlandês Kimi Räikkönen (vice).
Em 2006 perdeu seu derradeiro campeonato para Fernando Alonso, numa disputa acirrada com o espanhol, que mostrou que assim como Schumacher era um piloto muito rápido, constante e com raros erros naquela temporada. Superou a marca de pole positions de Senna e protagonizou, no Grande Prêmio de Mônaco, mais um acontecimento polêmico em sua carreira. Michael Schumacher parou sua Ferrari na saída da curva "Rascasse", provocando uma bandeira amarela no local e prejudicando teoricamente a volta de seu principal adversário, o espanhol Fernando Alonso. Apesar de conquistar a pole-position, os comissários decidiram, após quase oito horas de reunião e análise, que ele deveria ser punido, largando da última posição. Esta Punição foi rebatida pelo chefe de equipe Jean Todt que alegou ter sido imposta sem qualquer evidencia real e apesar da telemetria do seu carro mostrar claramente que ele havia feito aquilo de propósito. Na prova de Mônaco de 2007 este mesmo incidente gerou nova discussão após o também piloto da Ferrari, Kimi Raikkonen, ter ficado preso no mesmo ponto do circuito, ainda que neste caso o carro tenha sido danificado na curva anterior. Apesar da punição, no dia seguinte conseguiria acabar a corrida em quinto lugar em uma de suas mais impressionantes performances. Sua última corrida foi no Grande Prêmio do Brasil, realizado em Interlagos, São Paulo, no dia 22 de outubro. Apesar de ter tido vários problemas com sua Ferrari, o alemão fez questão de brindar todos os fãs de Fórmula 1 com uma das suas mais inesquecíveis corridas, realizando uma série de brilhantes ultrapassagens que o levaram a um quarto lugar final. Michael Schumacher se aposentou da Fórmula 1 conquistando praticamente todos os mais importantes recordes da categoria.
O ano de 2006 foi a última temporada de Schumacher, e foi, segundo muitos especialistas, uma de suas melhores temporadas. Tanto ele como Alonso tiveram problemas mecânicos durante o campeonato, e a vantagem em desempenho do carro Renault no início de 2006 foi revertida em favor da Ferrari após polemicamente a FIA banir os amortecedores de massa utilizados pela Renault. No final ambos tiveram equipamento relativamente equilibrado para disputar o campeonato que só foi decidido em Interlagos.

#### Após a Fórmula 1

##### 2007
Recebeu o Prêmio Príncipe das Astúrias, concedido pela Fundación Príncipe de Asturias, na cidade de Oviedo, na Espanha.
Em novembro, participou dos treinos pós-temporada na Espanha, pilotando o modelo utilizado pela Ferrari em 2007 (F2007), que deu o título de pilotos ao finlandês Kimi Raikkonen.
Também em novembro veio ao Brasil participar do "Desafio Internacional das Estrelas" de Kart, realizado no Kartódromo dos ingleses, em Florianópolis. Sagrou-se campeão geral, fazendo o melhor tempo da competição, e vencendo a primeira das duas baterias disputadas. Na segunda bateria, após inversão das posições, largando em oitavo por ter sido vencedor da primeira bateria, chegou a disputar a liderança, porém envolveu-se em um toque com o então líder da corrida, Thiago Camilo (piloto da Stock Car), perdendo posições e chegando em sexto. Disputaram com ele diversos pilotos de várias categorias, entre eles Nelsinho Piquet, Felipe Massa, Rubens Barrichello, Luciano Burti, Lucas Di Grassi e outros pilotos brasileiros de renome.

##### 2008
Schumacher volta a participar do Desafio Internacional das Estrelas, mas não consegue obter a vitória como no ano anterior. Na primeira bateria, largando em quarto lugar, perde posições na largada, e volta a se recuperar durante a prova, mas comete um erro e perde o controle ao passar por uma zebra, logo após ultrapassar Rubens Barrichello e assumir a segunda posição. Após rodar, tem seu kart atingido e a carenagem danificada. A prova acabou sendo encerrada antes do tempo por causa da chuva, com a vitória de Barrichello e Michael finalizando em quarto lugar.
Na segunda bateria Schumacher abandonou a corrida, por problemas no seu kart. Felipe Massa, seu ex-companheiro de Ferrari, venceu a prova. O campeão do evento acabou sendo Barrichello pela somatória dos resultados.

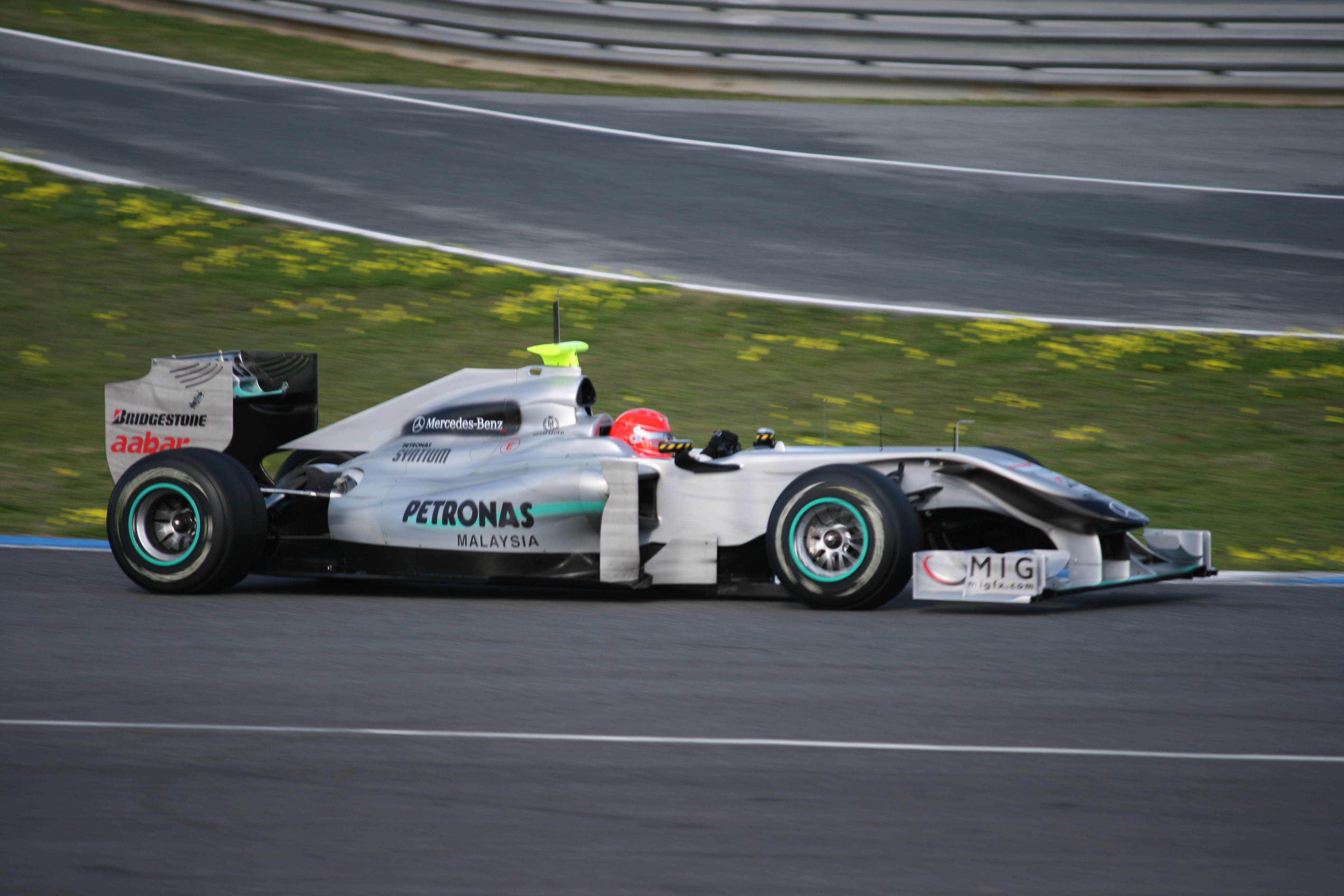
Schumacher testando sua no Circuito de Jerez em fevereiro de 2010

##### 2009
Após acidente com o piloto Felipe Massa, durante o treino classificatório para o Grande Prémio da Hungria, em que foi atingido na cabeça por uma mola que escapou do carro de Rubens Barrichello, Michael Schumacher chegou a ser anunciado como substituto enquanto o piloto brasileiro estivesse afastado. Ainda no hospital, Felipe Massa aceitou bem a decisão da substituição temporária por Schumacher. Porém com fortes dores no pescoço causadas por um acidente de moto em fevereiro e sem poder testar o Ferrari F60, Schumacher desistiu de voltar a F1. O substituto inicial de Felipe Massa foi o italiano Luca Badoer, mas Giancarlo Fisichella assumiu o posto a partir do Grande Prêmio da Itália.
Nesse mesmo ano, Schumacher se sagrou bicampeão do Desafio Internacional das Estrelas, após vencer a primeira bateria realizada no sábado e ser segundo na prova de domingo.

### O retorno a Fórmula 1

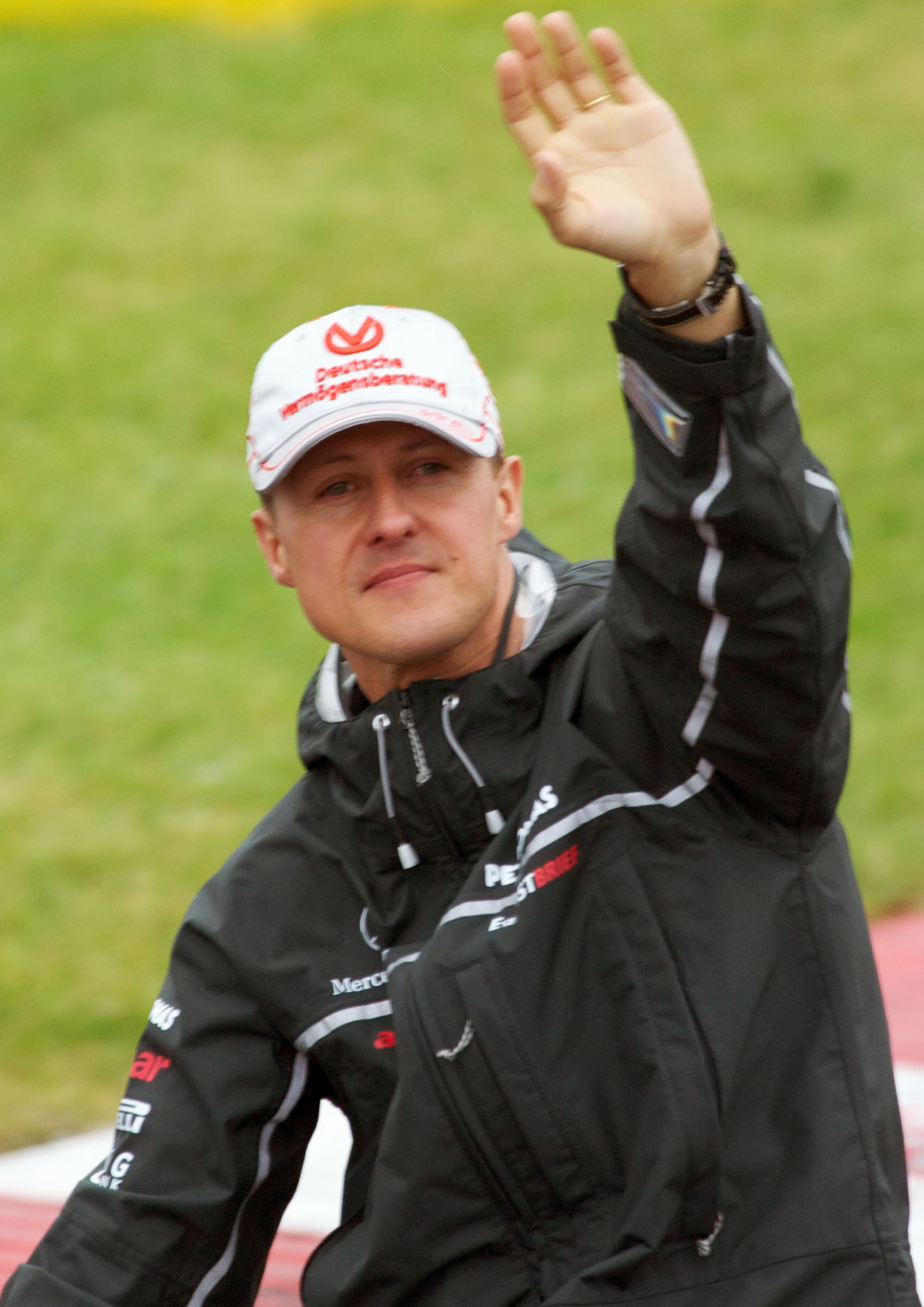
Schumacher no

No dia 23 de dezembro de 2009, a Mercedes GP anunciou na Alemanha o retorno do heptacampeão, aos 41 anos, à Fórmula 1. Michael Schumacher tornou-se piloto da Mercedes, equipe que surgiu após a compra da vitoriosa Brawn, por três temporadas por sete milhões de euros. O veterano corre ao lado do compatriota Nico Rosberg. Michael Schumacher foi o piloto mais experiente do grid até 2012, sendo também o único que correu com os grandes do começo da década de 1990, como Ayrton Senna, Alain Prost, Nigel Mansell, Nelson Piquet entre outros. O piloto conseguiu corridas e recuperações históricas, mas não tinha a mesma performance de antes. Até 2012, seus melhores resultados eram quartos lugares. Ele subiu ao pódio pela 155ª e última vez no GP da Europa, numa corrida em que largou na 12ª posição e terminou em 3º lugar.

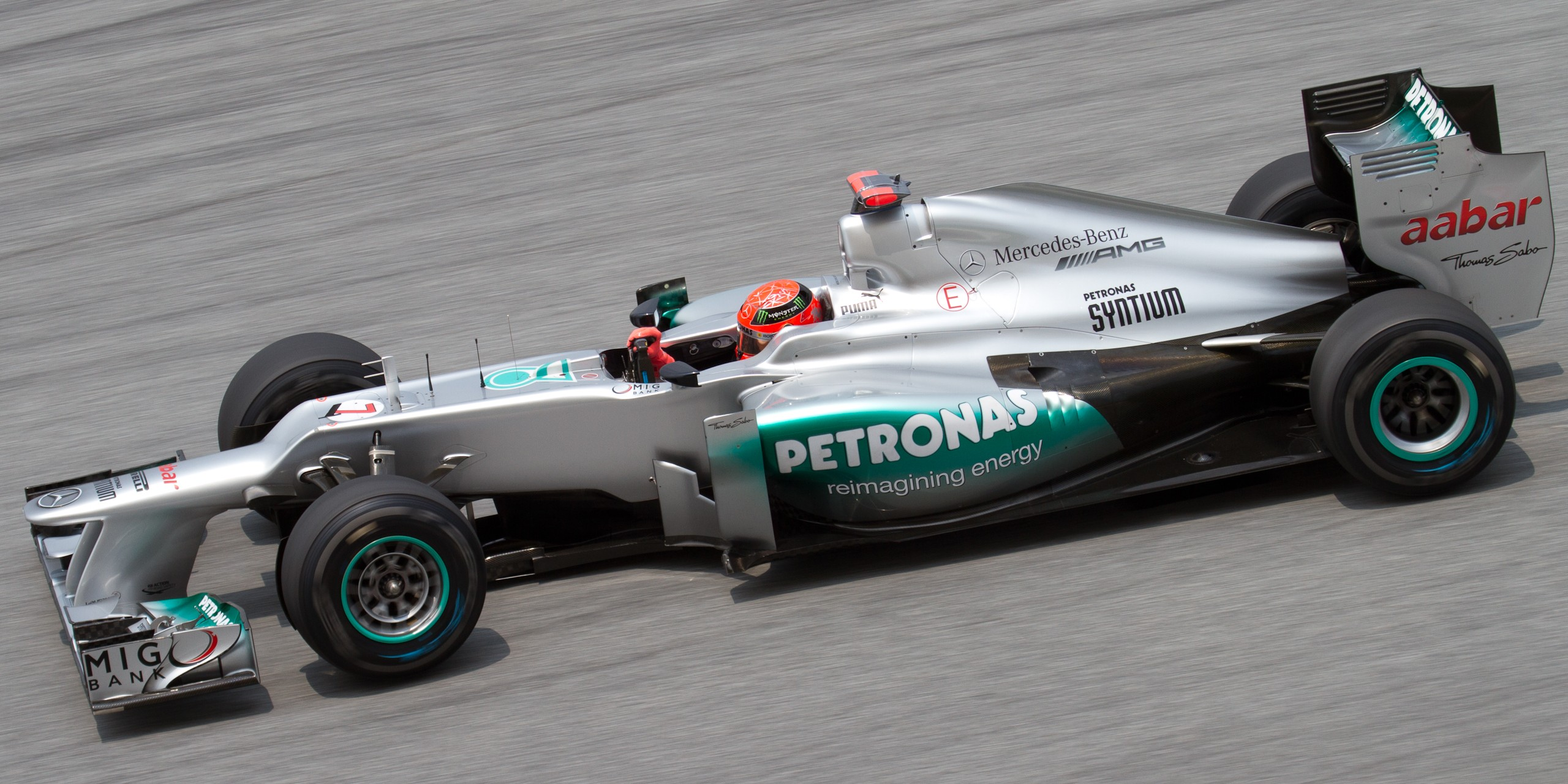
Schumacher durante os treinos do

Mesmo com esse feito, o último ano foi o único em que não esteve entre os 10 primeiros, tendo disputado ele inteiro, o que não ocorreu desde 1991. Teve muitos abandonos e, além desse, seu melhor resultado foi um 6º lugar na Itália. Porém, o piloto teve uma boa despedida: um 7º lugar no Brasil, apesar de ter oferecido na última volta o seu 6º lugar para o seu compatriota Sebastian Vettel, tendo Schumacher largado em 14º.
Michael Schumacher teve boa atuação sob chuva na sua última corrida de Fórmula 1, no Brasil. Quando começou a chover, e a pista foi molhando, Schumi mostrou lampejos da velha forma e começou a ultrapassar seus adversários. Quando o asfalto molhou de vez, o alemão fez o último pit stop da carreira para colocar pneus intermediários e pulou para sexto, um excelente resultado.

## Controvérsias
Durante sua longa carreira, Schumacher esteve envolvido em diversos incidentes, que causaram controvérsia. Schumacher tem sido condenado na mídia britânica por seu envolvimento em colisões que decidiram os títulos de 1994 e 1997. Os jornais alemães e italianos condenaram amplamente suas ações em 1997. O incidente de 1994 foi visto pela FIA como um incidente de corrida e não trouxe nenhuma sanção, mas o incidente de 1997 desclassificou Schumacher do campeonato.

### Colisões que decidiram campeonatos
Indo para o Grande Prêmio da Austrália, a corrida final da temporada de 1994, Schumacher estava apenas 1 ponto na frente de Damon Hill no campeonato. Schumacher liderou a corrida desde o início, com Hill o acompanhando de perto. Na volta 35, Schumacher errou o traçado e saiu da pista, batendo numa parede com as rodas do lado direito. Não se sabia se o carro de Schumacher havia sido danificado, mas ele retornou para a pista em velocidade reduzida, ainda liderando a corrida. Na curva seguinte, quando Hill tentou ultrapassá-lo por dentro, enquanto Schumacher estava virando a curva, Schumacher jogou seu carro de forma proposital contra o carro de Hill e acabaram colidindo. O carro de Schumacher saiu da corrida. Hill foi ao pit imediatamente e retirou-se da corrida com danos irreparáveis. Como nenhum piloto pontuou, Schumacher levou o título.
As opiniões ficaram divididas sobre o incidente. Escritor, e jornalista de Fórmula 1, o britânico Alan Henry escreveu que Schumacher foi responsabilizado por "muitos membros da F1" para o incidente. No entanto, o comentarista de Fórmula 1 Murray Walker acredita que não foi um movimento deliberado. Os comissários de corrida consideraram um acidente de corrida e não tomaram nenhuma ação contra qualquer piloto.
Em 1997, no Grande Prêmio da Europa em Jerez, a última corrida da temporada, Schumacher liderava o campeonato novamente por 1 ponto, desta vez, sobre Jacques Villeneuve. O piloto canadense começou a corrida na pole position. Na primeira curva da corrida, Schumacher estava na frente de Villeneuve. Na volta 48, Villeneuve passou Schumacher na curva "Dry Sack". Como ele fez isso, Schumacher virou o carro para dentro do carro Williams, a roda direita da frente da Ferrari de Schumacher bateu no pod do lado esquerdo do carro de Villeneuve. Schumacher saiu da corrida imediatamente, enquanto Villeneuve foi capaz de terminar a corrida em terceiro lugar, ganhando quatro pontos e assim se tornando o Campeão do Mundo.
Duas semanas depois da corrida, Schumacher teve seus resultados excluídos da temporada depois de uma audiência disciplinar da FIA que o desqualificou, achando que sua manobra "foi uma reação instintiva e, embora não intencional feita com malícia ou premeditação. Foi um erro grave." Isto fez dele o único piloto na história do esporte a ser desclassificado de um Campeonato do Mundo. Schumacher aceitou a decisão e admitiu ter cometido um erro.

### Ordens de equipe
Historicamente, ordens de equipe sempre foram algo aceito na Fórmula 1. No entanto, durante o mandato de Schumacher na Benetton e Ferrari, a equipe muitas vezes empregava "ordens de equipe" como uma questão de rotina. Schumacher, em geral, era beneficiado, com exceção do final de 2 corridas de 1999, quando ele apoiou a busca pelo título do seu companheiro de equipe, Eddie Irvine. Isto não atraiu controvérsia significativa nos anos em que Schumacher estava claramente envolvido em uma batalha pelo título com pilotos de outras equipes, mas nos seus anos de dominância (2000-2004) viram muitos acusarem ele e a Ferrari de implantarem "ordens de equipe" de uma forma que minaram o desporto e prejudicaram sua credibilidade.

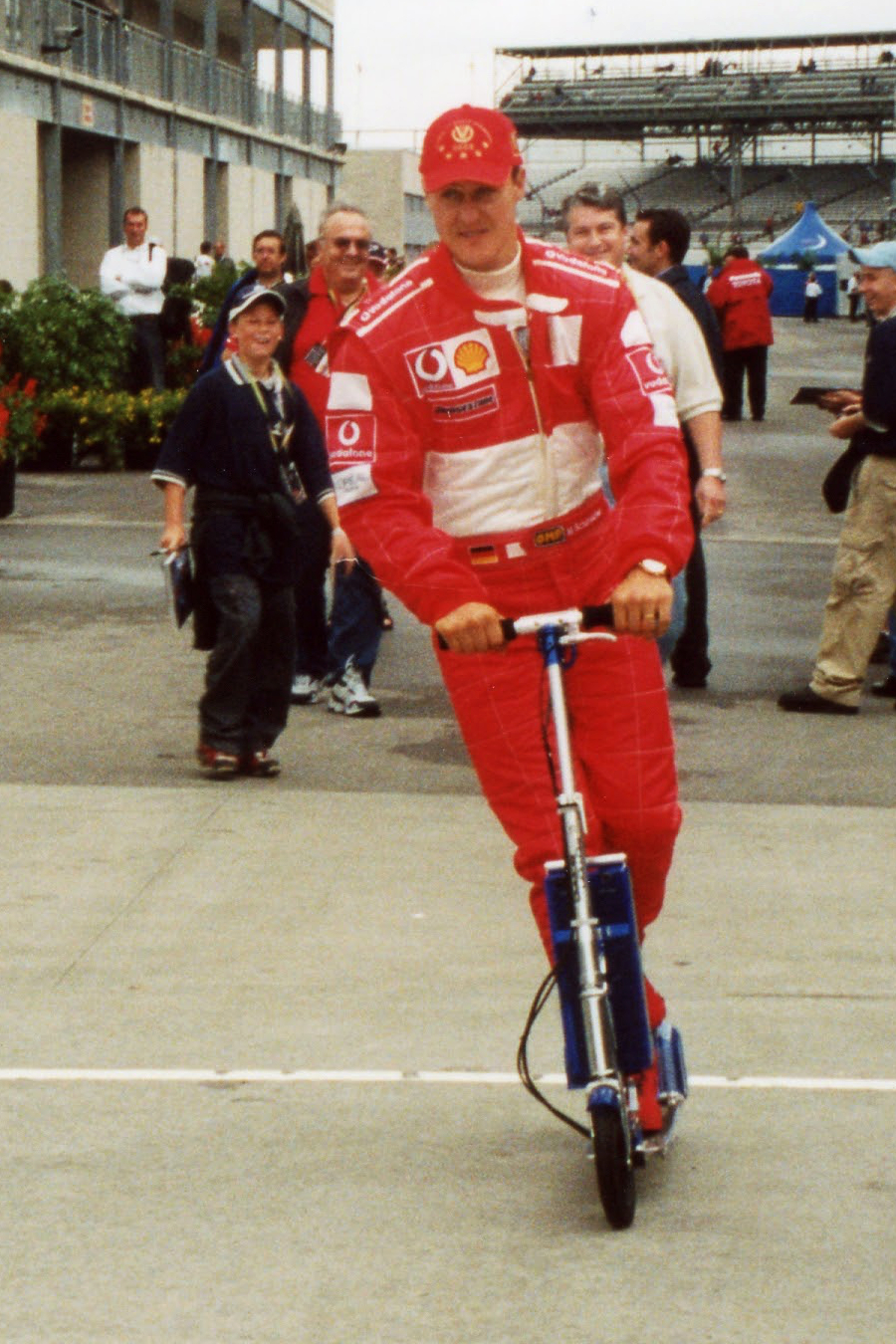
Schumacher em 2002

No Grande Prêmio da Áustria de 2002, o companheiro de Schumacher, Rubens Barrichello, foi pole e liderou a corrida desde o início. Nos metros finais da corrida, o piloto brasileiro, sob as ordens da Ferrari, diminuiu a velocidade do seu carro próximo da linha de chegada para abrir caminho para Schumacher passar e vencer a corrida. Fãs irritados que estavam assistindo a corrida alegaram que as ações da equipe mostraram uma falta de esportismo e respeito aos espectadores, com muitos afirmando que Schumacher não precisava ser "presenteado" com a vitória no que era apenas a 6ª corrida da temporada, sobretudo tendo em conta que ele já havia ganhado quatro dos últimos cinco Grands Prix, e que Barrichello dominou o fim de semana até aquele ponto. Na cerimônia do pódio, Schumacher puxou Barrichello para o degrau mais alto e, por esta perturbação, a equipe Ferrari sofreu uma multa de U$ 1 milhão. Essa foi a única penalidade sofrida pela Ferrari, pois apesar dos protestos, a troca de posições não quebrou qualquer regra. Mais tarde, no final do Grand Prix dos EUA de 2002, Schumacher reduziu a velocidade perto da linha de chegada, fazendo Barrichello vencer por 11 milésimos de segundo, a segunda margem de vitória mais próxima da história da F1. Ninguém, incluindo Barrichello, parecia saber por que Schumacher o fez, e a explicação do próprio Schumacher variou entre "devolver o favor" da Áustria (agora que o título de Schumacher estava seguro), ou tentando projetar um empate (uma façanha ridicularizada como quase impossível, em um esporte onde os tempos são medidos em milésimos de segundo). A FIA baniu "ordens de equipe, que interferem com o resultado da corrida".

### Outros incidentes
Em 1990, no GP de Macau de F3, Mika Hakkinen estava tentando uma ultrapassagem sobre Schumacher na última volta da 2ª bateria, e Michael deliberadamente desviou o carro para a direita numa manobra de defender a posição, fazendo com que Mika Hakkinen perdesse o controle e batesse no muro. Michael acabou ganhando a corrida e o confronto em Macau, já que Hakkinen ganhou a primeira bateria e não completou a segunda devido ao acidente.
Em 1995, Schumacher e a Benetton foram publicamente determinados a não incorrer em tal controvérsia, mas tiveram um mau começo, quando Schumacher e David Coulthard, piloto da Williams, foram desclassificados por irregularidades no combustível. No recurso, os dois pilotos tiveram seus resultados e pontos reintegrados, mas ambas as equipes perderam os pontos no campeonato de construtores.
O restante do ano de 1995 foi sem grande controvérsia, embora a luta pelo título com Damon Hill tenha se tornado muito intensa e amarga, especialmente após suas colisões nos GPs da Inglaterra e Itália, que obrigou ambos os pilotos a abandonarem a corrida. Da mesma forma, nos dois primeiros anos de sua carreira na Ferrari, passou com pouca controvérsia, até a última corrida de 1997.
Em 1998, o Grande Prémio do Canadá viu Schumacher ser acusado de condução perigosa quando a sua saída do pitlane forçou Heinz-Harald Frentzen da Williams a sair fora da pista e da corrida. Apesar de ter recebido uma pena de 10 segundos, Schumacher se recuperou e venceu a corrida. Na conferência de imprensa, ele acusou publicamente Damon Hill de ondular perigosamente na luta por posições, dizendo: "Se você quiser me matar, encontre outra maneira", uma afirmação que foi condenada e considerada hipocrisia, ou uma manobra cínica de desviar a atenção das suas ações com Frentzen.
À duas voltas do final do GP da Grã-Bretanha de 1998, Michael Schumacher liderava a corrida quando ele recebeu uma ordem de stop-and-go por ultrapassar Alexander Wurz, durante os momentos iniciais de um período de safety car. Esta sanção devia ter envolvido entrar no pit lane e parar por 10 segundos. Mas como a pena foi dada com menos de 12 voltas, e desde que foi divulgado como uma nota manuscrita, a equipe Ferrari estava confusa se a pena foi um stop and go ou apenas uma penalidade de 10 segundos a ser adicionado ao tempo de corrida de Schumacher. A regulamentação previa que um condutor deve cumprir a sua pena no prazo de três voltas da pena a ser emitidas, e na terceira volta, após ter recebido a pena, Schumacher foi ao pit lane para cumprir sua pena. No entanto, esta foi a última volta da corrida, e como o pit da Ferrari era após a linha de chegada, tecnicamente Schumacher terminou a corrida antes do cumprimento da pena. Os comissários inicialmente resolveram o problema colocando 10 segundos no tempo de Schumacher na corrida, e mais tarde anularam a pena completamente devido a irregularidades na forma como a pena foi emitida.
Na mesma época, depois de uma colisão, enquanto tentava dar uma volta em David Coulthard em um pesado "spray" de água durante o Grande Prêmio da Bélgica, Schumacher invadiu a garagem da McLaren e, como no incidente com Hill, no Canadá, acusou David Coulthard de tentar matá-lo. Os telespectadores viram um furioso Schumacher gritando com o piloto escocês, enquanto que os membros da equipe McLaren e Ferrari tentavam contê-lo e afastá-lo da garagem da McLaren.
Menor controvérsia surgiu no GP da Áustria em 2000, onde, após ser atingido na primeira curva, Schumacher moveu lentamente seu carro do cascalho, e abandonou-o no meio da pista durante a corrida. Os críticos viram nisso uma tentativa (sem sucesso) para forçar o diretor de prova para reiniciar a corrida (regras do ano 2000 permitiriam que ele reiniciasse no carro reserva).
Embora Schumacher tivesse obtido a pole position durante a qualificação para o Grande Prêmio de Mônaco de 2006, houve controvérsia perto do final da sessão. Schumacher parou seu carro na curva Rascasse, bloqueando parcialmente o circuito, enquanto seu principal concorrente para o título da temporada, Fernando Alonso, estava em sua volta de qualificação. Schumacher afirmou que ele simplesmente teve as rodas bloqueadas na curva e que o carro parou em seguida, quando tentou reverter. Alonso acredita que ele teria sido o pole, se o incidente não tivesse acontecido. Schumacher foi mais tarde retirado da pole position pelos comissários de corrida e começou a corrida na parte de trás do grid.
Em maio de 2010, os comissários do GP de Mônaco decidiram punir Michael Schumacher com o acréscimo de 20 segundos ao seu tempo final de prova por uma ultrapassagem ilegal sobre Fernando Alonso na última volta do GP. Quando o safety car deixou a pista, já na última volta, após uma colisão entre Karun Chandhok e Jarno Trulli, o alemão aproveitou para superar Alonso na entrada da curva Anthony Noghes. Assumiu a sexta posição neste momento da corrida. Segundo o artigo 40.13 do regulamento esportivo da Fórmula 1, "se a corrida termina enquanto o safety car estiver na pista, ele entrará no pit lane no fim da última volta e os carros receberão a bandeira quadriculada normalmente sem ultrapassagens."
Em agosto de 2010, no GP da Hungria, Rubens Barrichello da Williams tentava ultrapassar Schumacher e, enquanto realizava o movimento, quase foi jogado ao encontro do muro da prova pelo alemão. Schumacher foi punido com a perda de 10 posições no grid na corrida posterior, no GP da Bélgica.

## Vida pessoal
Michael é o filho mais velho de Rolf e Elisabeth Schumacher. Nasceu em 3 de janeiro de 1969 na clínica Hürth-Hermülheim, localizada em Colônia, na Renânia do Norte-Vestfália. Seu irmão mais novo, Ralf Schumacher, também foi automobilista e correu na F1 de 1997 a 2007. Sua família era de classe média, Rolf era padeiro e chegou a atuar como zelador do kartódromo de Kerpen. Os pais de Michael se separaram em 1997, após ser revelado o envolvimento de Rolf com Barbara Stahl, mãe do então cartista Sebastian Stahl. Este, por sua vez, seguiu carreira automobilística, sendo tratado como irmão postiço por Michael e Ralf. Elisabeth faleceu em 2003, aos 55 anos, após sofrer uma queda em casa e ficar uma semana em coma. A morte dela foi confirmada duas horas antes da largada do GP de San Marino, que Michael venceu.
Schumacher é casado com Corinna Betsch desde 1995. Antes de Michael, Corinna se relacionou com Heinz-Harald Frentzen, compatriota que era seu rival desde as categorias de base. O casal tem dois filhos: a hipista Gina-Maria Schumacher, nascida em 1997, e o também automobilista Mick Schumacher, nascido em 1999, que competiu na F1 entre 2021 e 2022. Em abril de 2025, sua filha Gina anunciou o nascimento de sua primeira neta, Millie.
Michael se criou em Kerpen, morou em Mônaco de 1992 a 1996, ano em que se mudou para a Suíça, e em 2011, chegou a afirmar que esta era sua "única pátria", dizendo que lá, era "mais que cem por cento feliz".
Schumacher é católico. Ele foi recebido pelo Papa João Paulo II em 1999, afirmando que este era "o dia mais lindo" de sua vida. Em 2005, Michael, juntamente com Rubens Barrichello e outros funcionários da Ferrari, se encontrou com João Paulo II, dando a este uma réplica em miniatura do F2004 que o alemão usou na conquista de seu sétimo título. Meses mais tarde, o Papa Bento XVI foi presenteado com o volante do F2004 autografado pelo heptacampeão.

### Acidente de esqui
No dia 29 de dezembro de 2013, Schumacher envolveu-se num grave acidente enquanto esquiava na estação de Meribel nos Alpes Franceses. O ex-piloto bateu com a cabeça numa pedra e, mesmo estando de capacete, entrou em coma. Schumacher estava esquiando por uma área não delimitada entre duas pistas marcadas naquele momento. Foi atendido por dois patrulheiros e levado de helicóptero quinze minutos depois para o hospital local em Moûtiers e depois para Centre Hospitalier Universitaire de Grenoble, um hospital regional que se especializa no tratamento de lesões cerebrais. Lá foi verificado que o alemão, apesar de estar de capacete no momento do acidente, teve um traumatismo craniano grave, o que exigiu uma intervenção cirúrgica imediata.
Em 16 de junho de 2014, Sabine Kehm, assessora de imprensa de Michael Schumacher, informou, em comunicado, que o piloto tinha saído do coma e sido transferido para o Hospital Universitário de Vaud, em Lausanne, na Suíça, para continuar o processo de reabilitação.
Em 9 de setembro de 2014, o antigo campeão mundial de Fórmula 1 saiu do hospital suíço onde se encontrava internado e continuou a sua recuperação em casa. Depois disso, pouco foi dito em relação ao estado de saúde de Schumi, no entanto, a última notícia foi animadora. Médicos iniciaram um novo tipo de tratamento no heptacampeão e informaram que ele estava reagindo bem. Disseram também que se Schumacher continuasse reagindo assim, existiria a possibilidade de recuperação, mesmo que reduzida.
Em 2016, o diário britânico "The Sun" divulgou que a família do ex-piloto alemão estaria gastando cerca de 20 milhões de reais por ano em tratamento (a publicação grandprix.com fala em 7 milhões de euros por ano). O mesmo diário também divulgou que em 2013, pouco antes de sofrer o acidente, a fortuna do alemão estava avaliada em cerca de 36,6 bilhões de reais. A publicação Celebrity Net Worth menciona 600 milhões de dólares (552 milhões de euros).
No dia 18 de dezembro de 2018, foi divulgado que Michael não respirava por aparelhos, e que estava melhorando progressivamente. A família não tem revelado publicamente o estado de saúde do piloto desde então, com sua esposa Corinna afirmando que este era um pedido do próprio piloto. Mas em 2024, foi revelado que um grupo estava chantageando a família Schumacher, ameaçando divulgar fotos e vídeos do piloto em troca de 14 milhões de euros (80 milhões de reais). O responsável era Marcus Fritsche, antigo segurança dos Schumachers, que se associou com Daniel Lins, especialista em TI, e o ex-segurança de boate Yilmaz Tozturkan. Os três foram condenados à prisão, embora a família de Michael tenha recorrido por considerar as penas "muito brandas".

## Estatísticas
- Número de corridas: 308
- Número de vitórias: 91
- Total de pontos: 1566
- Pódios: 155

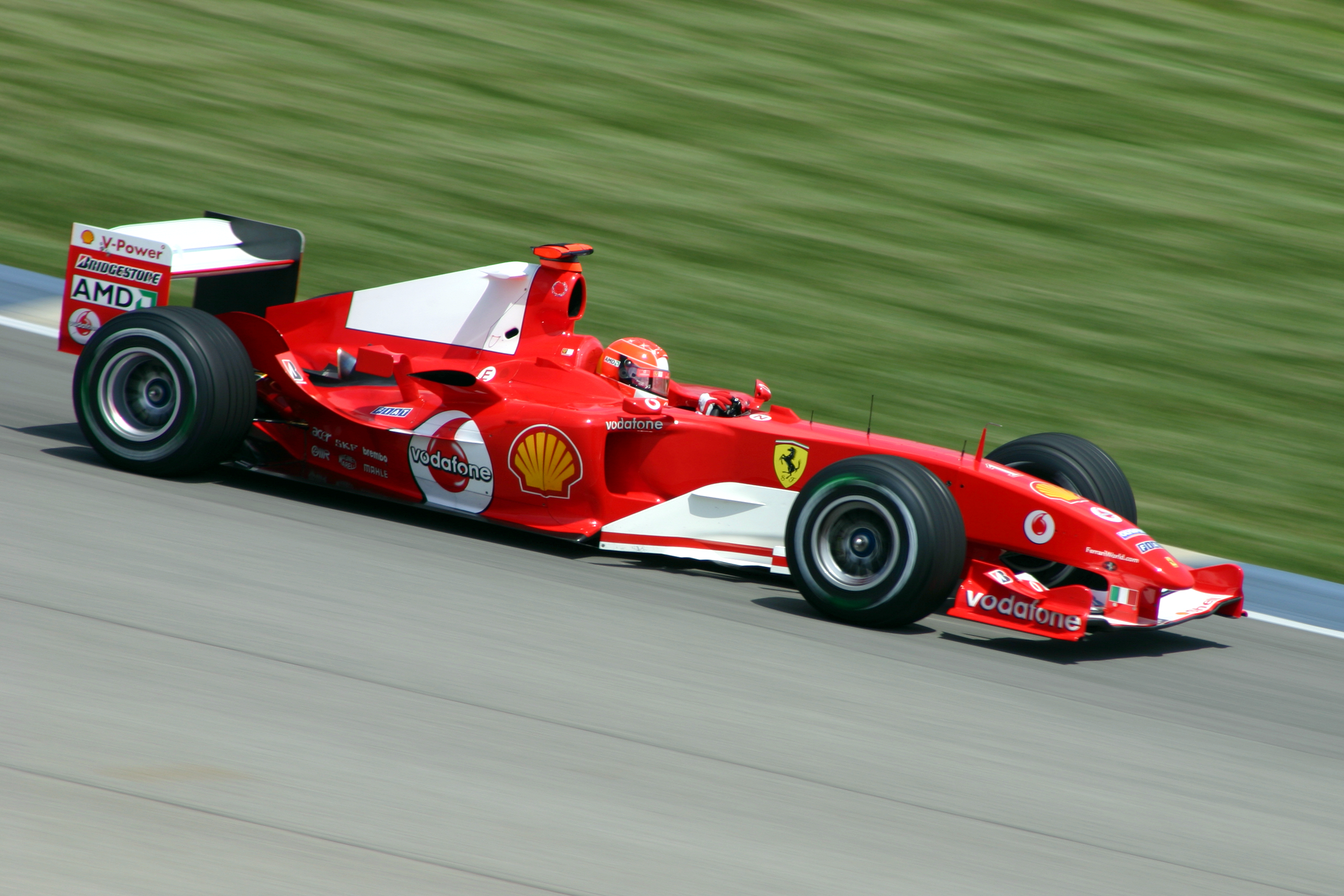
Schumacher no GP dos EUA de 2004

- Schumacher é o único piloto a ter terminado uma temporada inteira no pódio, em 2002. (17 pódios).
- Pódios seguidos: 19 (2001-2002) - GP dos Estados Unidos de 2001 até o GP do Japão de 2002.
- Pole positions: 68
- Corridas seguidas com pontos: 24 (2001-2003) - GP da Hungria de 2001 até o GP da Malásia de 2003.
- 22 vezes fez a pole, venceu a corrida e fez a melhor volta.
- Vitória largando da pole position: 40
- Vitórias no mesmo grande prêmio: 8 (França) - 1994, 1995, 1997, 1998, 2001, 2002, 2004 e 2006.
- Temporadas seguidas com vitória: 15 - (1992-2006).
- Melhores voltas: 77
- Pontos na mesma temporada: 148 (2004) - de 180 possíveis, ou seja, 82,22%.
- Vitórias na mesma temporada: 13 (2004) - em 18 GPs, ou seja, 72,22% de vitórias.
- Vitórias seguidas numa temporada: 7 (2004).
- Segundos lugares: 43
- Voltas na liderança: 4741
- Maior período como campeão: 4 anos, 11 meses e 17 dias (8 de outubro de 2000 a 25 de setembro de 2005).
- Único piloto com um vice-campeonato cassado pela FIA: 1997.
- Maior número de sanções aplicadas pela FIA: 10
- Título mais rápido: 2002 (foi campeão em julho, com seis corridas de antecedência).
- Título com maior vantagem de pontos: 77 (2002).
- Schumacher e o brasileiro Rubens Barrichello também têm o recorde de dobradinhas na história da Fórmula 1: 24 (2000-2005).
- Títulos mundiais: 7 (1994, 1995, 2000, 2001, 2002, 2003 e 2004).
- Títulos mundiais seguidos: 5 (2000, 2001, 2002, 2003 e 2004).
- Além de Fernando Alonso e Kimi Raikkonen, ele é um dos pilotos com mais de 40 anos a disputar um GP de Fórmula 1 (aos 43 anos, 10 meses e 22 dias, pela Mercedes, no GP do Brasil de 2012).

### Carreira nos Monopostos
| Temporada | Campeonato                         | Equipe                    | Corridas | Poles | Vitórias | Pontos | Classificação |
| --------- | ---------------------------------- | ------------------------- | -------- | ----- | -------- | ------ | ------------- |
| 1988      | Fórmula Ford 1600 Europeia         | Eufra Racing              | 4        | 1     | 2        | 50     | 2º            |
| 1988      | Fórmula Ford 1600 Alemã            | Eufra Racing              | 6        | 1     | 3        | 124    | 6º            |
| 1988      | Fórmula König                      | Hoecker Sportwagenservice | 10       | 1     | 9        | 192    | 1º            |
| 1989      | Fórmula 3 Alemã                    | WTS Racing                | 12       | 2     | 2        | 163    | 3º            |
| 1989      | Taça Europeia de Fórmula 3         | WTS Racing                | 1        | 0     | 0        | N/A    | NC            |
| 1989      | Grande Prêmio de Macau             | WTS Racing                | 1        | 0     | 0        | N/A    | NC            |
| 1990      | World Sportscar Championship       | Team Sauber Mercedes      | 3        | 0     | 1        | 21     | 5º            |
| 1990      | Fórmula 3 Alemã                    | WTS Racing                | 11       | 6     | 5        | 148    | 1º            |
| 1990      | Taça Europeia de Fórmula 3         | WTS Racing                | 1        | 1     | 0        | N/A    | NC            |
| 1990      | Grande Prêmio de Macau             | WTS Racing                | 1        | 0     | 1        | N/A    | 1º            |
| 1991      | Fórmula 1                          | Jordan                    | 1        | 0     | 0        | 0      | 14º           |
| 1991      | Fórmula 1                          | Benetton                  | 5        | 0     | 0        | 4      | 14º           |
| 1991      | World Sportscar Championship       | Team Sauber Mercedes      | 8        | 0     | 1        | 43     | 9º            |
| 1991      | Deutsche Tourenwagen Meisterschaft | Zakspeed Mercedes         | 4        | 0     | 0        | 0      | NC            |
| 1991      | Fórmula 3000 Japonesa              | Team Le Mans              | 1        | 0     | 0        | 6      | 12º           |
| 1992      | Fórmula 1                          | Benetton                  | 16       | 0     | 1        | 53     | 3º            |
| 1993      | Fórmula 1                          | Benetton                  | 16       | 0     | 1        | 52     | 4º            |
| 1994      | Fórmula 1                          | Benetton                  | 14       | 6     | 8        | 92     | 1º            |
| 1995      | Fórmula 1                          | Benetton                  | 17       | 4     | 9        | 102    | 1º            |
| 1996      | Fórmula 1                          | Ferrari                   | 16       | 4     | 3        | 59     | 3º            |
| 1997      | Fórmula 1                          | Ferrari                   | 17       | 3     | 5        | 78*    | DSQ           |
| 1998      | Fórmula 1                          | Ferrari                   | 16       | 3     | 6        | 86     | 2º            |
| 1999      | Fórmula 1                          | Ferrari                   | 10       | 3     | 2        | 44     | 5º            |
| 2000      | Fórmula 1                          | Ferrari                   | 17       | 9     | 9        | 108    | 1º            |
| 2001      | Fórmula 1                          | Ferrari                   | 17       | 11    | 9        | 123    | 1º            |
| 2002      | Fórmula 1                          | Ferrari                   | 17       | 7     | 11       | 144    | 1º            |
| 2003      | Fórmula 1                          | Ferrari                   | 16       | 5     | 6        | 93     | 1º            |
| 2004      | Fórmula 1                          | Ferrari                   | 18       | 8     | 13       | 148    | 1º            |
| 2005      | Fórmula 1                          | Ferrari                   | 19       | 1     | 1        | 62     | 3º            |
| 2006      | Fórmula 1                          | Ferrari                   | 18       | 4     | 7        | 121    | 2º            |
| 2010      | Fórmula 1                          | Mercedes Grand Prix       | 19       | 0     | 0        | 72     | 9º            |
| 2011      | Fórmula 1                          | Mercedes Grand Prix       | 19       | 0     | 0        | 76     | 8º            |
| 2012      | Fórmula 1                          | Mercedes Grand Prix       | 20       | 0     | 0        | 51     | 12º           |

(*) Desclassificado.

### Cronologia na Fórmula 1
| Ano  | Equipe                        | Carro/Chassis    | Motor         | Pneus | Grande Prêmios | Vitórias | Poles | Voltas Mais Rápidas | Pontos | Total de Pontos | Posição |
| ---- | ----------------------------- | ---------------- | ------------- | ----- | -------------- | -------- | ----- | ------------------- | ------ | --------------- | ------- |
| 1991 | Team 7Up Jordan               | Jordan 191       | Ford HB V8    | G     | 1              | -        | -     | -                   | -      | 4               | 14º     |
| 1991 | Camel Benetton Ford           | Benetton B191    | Ford HB V8    | P     | 5              | -        | -     | -                   | 4      | 4               | 14º     |
| 1992 | Camel Benetton Ford           | Benetton B191B   | Ford HB V8    | G     | 3              | -        | -     |                     | 11     | 53              | 3º      |
| 1992 | Camel Benetton Ford           | Benetton B192    | Ford HB V8    | G     | 13             | 1        | -     | 2                   | 42     | 53              | 3º      |
| 1993 | Camel Benetton Ford           | Benetton B193    | Ford HB V8    | G     | 2              | -        | -     | 1                   | 4      | 52              | 4º      |
| 1993 | Camel Benetton Ford           | Benetton B193B   | Ford HB V8    | G     | 14             | 1        | -     | 4                   | 48     | 52              | 4º      |
| 1994 | Mild Seven Benetton Ford      | Benetton B194    | Ford Zetec V8 | G     | 14             | 8        | 6     | 8                   | 92     | 92              | Campeão |
| 1995 | Mild Seven Benetton Renault   | Benetton B195    | Renault V10   | G     | 17             | 9        | 4     | 8                   | 102    | 102             | Campeão |
| 1996 | Ferrari                       | Ferrari F310     | Ferrari V10   | G     | 15             | 3        | 4     | 2                   | 59     | 59              | 3º      |
| 1997 | Ferrari Marlboro              | Ferrari F310B    | Ferrari V10   | G     | 17             | 5        | 3     | 3                   | 78     | 781             | DSQ     |
| 1998 | Ferrari Marlboro              | Ferrari F300     | Ferrari V10   | G     | 16             | 6        | 3     | 6                   | 86     | 86              | 2º      |
| 1999 | Ferrari Marlboro              | Ferrari F399     | Ferrari V10   | B     | 10             | 2        | 3     | 5                   | 44     | 44              | 5º      |
| 2000 | Ferrari Marlboro              | Ferrari F2000    | Ferrari V10   | B     | 17             | 9        | 9     | 2                   | 108    | 108             | Campeão |
| 2001 | Ferrari Marlboro              | Ferrari F2001    | Ferrari V10   | B     | 17             | 9        | 11    | 3                   | 123    | 123             | Campeão |
| 2002 | Ferrari Marlboro              | Ferrari F2001    | Ferrari V10   | B     | 2              | 1        | 1     | -                   | 14     | 144             | Campeão |
| 2002 | Ferrari Marlboro              | Ferrari F2002    | Ferrari V10   | B     | 15             | 10       | 6     | 7                   | 130    | 144             | Campeão |
| 2003 | Ferrari Marlboro              | Ferrari F2002    | Ferrari V10   | B     | 4              | 1        | 2     | 2                   | 18     | 93              | Campeão |
| 2003 | Ferrari Marlboro              | Ferrari F2003-GA | Ferrari V10   | B     | 12             | 5        | 3     | 3                   | 75     | 93              | Campeão |
| 2004 | Ferrari Marlboro              | Ferrari F2004    | Ferrari V10   | B     | 18             | 13       | 8     | 10                  | 148    | 148             | Campeão |
| 2005 | Ferrari Marlboro              | Ferrari F2004M   | Ferrari V10   | B     | 2              | -        | -     | -                   | 2      | 62              | 3º      |
| 2005 | Ferrari Marlboro              | Ferrari F2005    | Ferrari V10   | B     | 17             | 1        | 1     | 3                   | 60     | 62              | 3º      |
| 2006 | Ferrari Marlboro              | Ferrari 248 F1   | Ferrari V8    | B     | 18             | 7        | 4     | 7                   | 121    | 121             | 2º      |
| 2010 | Mercedes GP Petronas F1 Team  | Mercedes MGP W01 | Mercedes V8   | B     | 19             | 0        | 0     | 0                   | 72     | 72              | 9º      |
| 2011 | Mercedes GP Petronas F1 Team  | Mercedes MGP W02 | Mercedes V8   | P     | 19             | 0        | 0     | 0                   | 76     | 76              | 8º      |
| 2012 | Mercedes AMG Petronas F1 Team | Mercedes F1 W03  | Mercedes V8   | P     | 20             | 0        | 0     | 1                   | 51     | 51              | 12º     |

↑1  Michael Schumacher perdeu o 2º lugar no campeonato pela sua condução antiesportiva com a intenção de tirar de forma deliberada o canadense Jacques Villeneuve na última prova, mas os pontos conquistados pelo alemão na temporada foram mantidos.

### Resultados
(legenda) Corrida em negrito indica pole position e em itálico indica volta mais rápida.
| Ano                    | Equipe                      | Chassis  | Motor                    | 1         | 2        | 3         | 4         | 5         | 6         | 7         | 8         | 9         | 10        | 11        | 12        | 13        | 14        | 15        | 16         | 17        | 18       | 19        | 20      | Pontos | Posição |
| ---------------------- | --------------------------- | -------- | ------------------------ | --------- | -------- | --------- | --------- | --------- | --------- | --------- | --------- | --------- | --------- | --------- | --------- | --------- | --------- | --------- | ---------- | --------- | -------- | --------- | ------- | ------ | ------- |
| 1991                   | Team 7Up Jordan             | 191      | Ford HB4 3.5L V8         | EUA TD    | BRA TD   | SMR TD    | MON TD    | CAN TD    | MEX TD    | FRA TD    | GBR TD    | ALE TD    | HUN TD    | BEL Ret G |           |           |           |           |            |           |          |           |         | 4      | 14º     |
| 1991                   | Camel Benetton Ford         | B191     | Ford HB5 3.5L V8         |           |          |           |           |           |           |           |           |           |           |           | ITA 5 P   | POR 6 P   | ESP 6 P   | JAP Ret P | AUS Ret P  |           |          |           |         | 4      | 14º     |
| 1992                   | Camel Benetton Ford         | B191B    | Ford HB VI/VII 3.5L V8   | AFS 4 G   | MEX 3 G  | BRA 3 G   |           |           |           |           |           |           |           |           |           |           |           |           |            |           |          |           |         | 53     | 3º      |
| 1992                   | Camel Benetton Ford         | B192     | Ford HB VI/VII 3.5L V8   |           |          |           | ESP 2 G   | SMR Ret G | MON 4 G   | CAN 2 G   | FRA Ret G | GBR 4 G   | ALE 3 G   | HUN Ret G | BEL 1 G   | ITA 3 G   | POR 7 G   | JAP Ret G | AUS 2 G    |           |          |           |         | 53     | 3º      |
| 1993                   | Camel Benetton Ford         | B193     | Ford HBA7 3.5L V8        | AFS Ret G | BRA 3 G  |           |           |           |           |           |           |           |           |           |           |           |           |           |            |           |          |           |         | 52     | 4º      |
| 1993                   | Camel Benetton Ford         | B193B    | Ford HBA7 3.5L V8        |           |          | EUR Ret G | SMR 2 G   | ESP 3 G   | MON Ret G | CAN 2 G   | FRA 3 G   | GBR 2 G   | ALE 2 G   | HUN Ret G | BEL 2 G   | ITA Ret G | POR 1 G   | JAP Ret G | AUS Ret G  |           |          |           |         | 52     | 4º      |
| 1994                   | Mild Seven Benetton Ford    | B194     | Ford ECA Zetec-R 3.5L V8 | BRA 1 G   | PAC 1 G  | SMR 1 G   | MON 1 G   | ESP 2 G   | CAN 1 G   | FRA 1 G   | GBR DSQ G | ALE Ret G | HUN 1 G   | BEL DSQ G | ITA EX    | POR EX    | EUR 1 G   | JAP 2 G   | AUS Ret* G |           |          |           |         | 92     | 1°      |
| 1995                   | Mild Seven Benetton-Renault | B195     | Renault RS7 3.0L V10     | BRA 1 G   | ARG 3 G  | SMR Ret G | ESP 1 G   | MON 1 G   | CAN 5 G   | FRA 1 G   | GBR Ret G | ALE 1 G   | HUN 11 G  | BEL 1 G   | ITA Ret G | POR 2 G   | EUR 1 G   | PAC 1* G  | JAP 1 G    | AUS Ret G |          |           |         | 102    | 1º      |
| 1996                   | Ferrari Marlboro            | F310     | Ferrari 046 3.0L V10     | AUS Ret G | BRA 3 G  | ARG Ret G | EUR 2 G   | SMR 2 G   | MON Ret G | ESP 1 G   | CAN Ret G | FRA DNS G | GBR Ret G | ALE 4 G   | HUN 9 G   | BEL 1 G   | ITA 1 G   | POR 3 G   | JAP 2 G    |           |          |           |         | 59     | 3º      |
| 1997                   | Ferrari Marlboro            | F310B    | Ferrari 046/2 3.0L V10   | AUS 2 G   | BRA 5 G  | ARG Ret G | SMR 2 G   | MON 1 G   | ESP 4 G   | CAN 1 G   | FRA 1 G   | GBR Ret G | ALE 2 G   | HUN 4 G   | BEL 1 G   | ITA 6 G   | AUT 6 G   | LUX Ret G | JAP 1 G    | EUR Ret G |          |           |         | 781    | DSQ     |
| 1998                   | Ferrari Marlboro            | F300     | Ferrari 047 3.0L V10     | AUS Ret G | BRA 3 G  | ARG 1 G   | SMR 2 G   | ESP 3 G   | MON 10 G  | CAN 1 G   | FRA 1 G   | GBR 1 G   | AUT 3 G   | ALE 5 G   | HUN 1 G   | BEL Ret G | ITA 1 G   | LUX 2 G   | JAP Ret G  |           |          |           |         | 86     | 2º      |
| 1999                   | Ferrari Marlboro            | F399     | Ferrari 048 3.0L V10     | AUS 8 B   | BRA 2 B  | SMR 1 B   | MON 1 B   | ESP 3 B   | CAN Ret B | FRA 5 B   | GBR DNS B | AUT INJ   | ALE INJ   | HUN INJ   | BEL INJ   | ITA INJ   | EUR INJ   | MAL 2 B   | JAP 2 B    |           |          |           |         | 44     | 5º      |
| 2000                   | Ferrari Marlboro            | F1-2000  | Ferrari 049 3.0L V10     | AUS 1 B   | BRA 1 B  | SMR 1 B   | GBR 3 B   | ESP 5 B   | EUR 1 B   | MON Ret B | CAN 1 B   | FRA Ret B | AUT Ret B | ALE Ret B | HUN 2 B   | BEL 2 B   | ITA 1 B   | EUA 1 B   | JAP 1* B   | MAL 1 B   |          |           |         | 108    | 1º      |
| 2001                   | Ferrari Marlboro            | F2001    | Ferrari 050 3.0L V10     | AUS 1 B   | MAL 1 B  | BRA 2 B   | SMR Ret B | ESP 1 B   | AUT 2 B   | MON 1 B   | CAN 2 B   | EUR 1 B   | FRA 1 B   | GBR 2 B   | ALE Ret B | HUN 1* B  | BEL 1 B   | ITA 4 B   | EUA 2 B    | JAP 1 B   |          |           |         | 123    | 1º      |
| 2002                   | Ferrari Marlboro            | F2001    | Ferrari 050 3.0L V10     | AUS 1 B   | MAL 3 B  |           |           |           |           |           |           |           |           |           |           |           |           |           |            |           |          |           |         | 144    | 1º      |
| 2002                   | Ferrari Marlboro            | F2002    | Ferrari 051 3.0L V10     |           |          | BRA 1 B   | SMR 1 B   | ESP 1 B   | AUT 1 B   | MON 2 B   | CAN 1 B   | EUR 2 B   | GBR 1 B   | FRA 1* B  | ALE 1 B   | HUN 2 B   | BEL 1 B   | ITA 2 B   | EUA 2 B    | JAP 1 B   |          |           |         | 144    | 1º      |
| 2003                   | Ferrari Marlboro            | F2002    | Ferrari 051 3.0 V10      | AUS 4 B   | MAL 6 B  | BRA Ret B | SMR 1 B   |           |           |           |           |           |           |           |           |           |           |           |            |           |          |           |         | 93     | 1º      |
| 2003                   | Ferrari Marlboro            | F2003-GA | Ferrari 052 3.0L V10     |           |          |           |           | ESP 1 B   | AUT 1 B   | MON 3 B   | CAN 1 B   | EUR 5 B   | FRA 3 B   | GBR 4 B   | ALE 7 B   | HUN 8 B   | ITA 1 B   | EUA 1 B   | JAP 8* B   |           |          |           |         | 93     | 1º      |
| 2004                   | Ferrari Marlboro            | F2004    | Ferrari 053 3.0L V10     | AUS 1 B   | MAL 1 B  | BAR 1 B   | SMR 1 B   | ESP 1 B   | MON Ret B | EUR 1 B   | CAN 1 B   | EUA 1 B   | FRA 1 B   | GBR 1 B   | ALE 1 B   | HUN 1 B   | BEL 2* B  | ITA 2 B   | CHN 12 B   | JAP 1 B   | BRA 7 B  |           |         | 148    | 1º      |
| 2005                   | Ferrari Marlboro            | F2004M   | Ferrari 053 3.0L V10     | AUS Ret B | MAL 7 B  |           |           |           |           |           |           |           |           |           |           |           |           |           |            |           |          |           |         | 62     | 3º      |
| 2005                   | Ferrari Marlboro            | F2005    | Ferrari 055 3.0L V10     |           |          | BAR Ret B | SMR 2 B   | ESP Ret B | MON 7 B   | EUR 5 B   | CAN 2 B   | EUA 1 B   | FRA 3 B   | GBR 6 B   | ALE 5 B   | HUN 2 B   | TUR Ret B | ITA 10 B  | BEL Ret B  | BRA 4 B   | JAP 7 B  | CHN Ret B |         | 62     | 3º      |
| 2006                   | Ferrari Marlboro            | 248 F1   | Ferrari 056 2.4L V8      | BAR 2 B   | MAL 6 B  | AUS Ret B | SMR 1 B   | EUR 1 B   | ESP 2 B   | MON 5 B   | GBR 2 B   | CAN 2 B   | EUA 1 B   | FRA 1 B   | ALE 1 B   | HUN 8 B   | TUR 3 B   | ITA 1 B   | CHN 1 B    | JAP Ret B | BRA 4 B  |           |         | 121    | 2º      |
| Ausente de 2007 a 2009 |                             |          |                          |           |          |           |           |           |           |           |           |           |           |           |           |           |           |           |            |           |          |           |         |        |         |
| 2010                   | Mercedes GP Petronas        | MGP W01  | Mercedes FO 108X 2.4L V8 | BAR 6 B   | AUS 10 B | MAL Ret B | CHN 10 B  | ESP 4 B   | MON 12 B  | TUR 4 B   | CAN 11 B  | EUR 15 B  | GBR 9 B   | ALE 9 B   | HUN 11 B  | BEL 7 B   | ITA 9 B   | SIN 13 B  | JAP 6 B    | COR 4 B   | BRA 7 B  | ABU Ret B |         | 72     | 9º      |
| 2011                   | Mercedes GP Petronas        | MGP W02  | Mercedes FO 108Y 2.4L V8 | AUS Ret P | MAL 9 P  | CHN 8 P   | TUR 12 P  | ESP 6 P   | MON Ret P | CAN 4 P   | EUR Ret P | GBR 9 P   | ALE 8 P   | HUN Ret P | BEL 5 P   | ITA 5 P   | SIN Ret P | JAP 6 P   | COR Ret P  | IND 5 P   | ABU 7 P  | BRA 15 P  |         | 76     | 8º      |
| 2012                   | Mercedes GP                 | F1 W03   | Mercedes FO 108Z 2.4L V8 | AUS Ret P | MAL 10 P | CHN Ret P | BAR 10 P  | ESP Ret P | MON Ret P | CAN Ret P | EUR 3 P   | GBR 7 P   | ALE 7 P   | HUN Ret P | BEL 7 P   | ITA 6 P   | SIN Ret P | JAP 11 P  | COR 13 P   | IND 22† P | ABU 11 P | EUA 16 P  | BRA 6 P | 51     | 12º     |

* Campeão da temporada
† Completou mais de 90% da distância da corrida

## Vitórias por equipe
- Ferrari: 72
- Benetton: 19

## Outros resultados
- 24 Horas de Le Mans[55]

| Ano  | Final | Largada | Classe | Classe Posição | # Carro | Equipe               | Pilotos                                                 | Chassis           | Motor                            | Pneus | Voltas |
| ---- | ----- | ------- | ------ | -------------- | ------- | -------------------- | ------------------------------------------------------- | ----------------- | -------------------------------- | ----- | ------ |
| 1991 | 5º    | 12ª     | C2     | 5º             | 31      | Team Sauber Mercedes | Karl Wendlinger Michael Schumacher Fritz Kreutzpointner | Mercedes-Benz C11 | Mercedes-Benz M119 5.0L Turbo V8 | G     | 355    |